# Prueba Uhlenhuth
La prueba de Uhlenhuth, también conocida como prueba de preciptina antígeno-anticuerpo para especies, es una prueba que puede determinar si una muestra de sangre es humana o animal. Fue descubierta por Paul Uhlenhuth en 1901, basándose en el descubrimiento de que la sangre de diferentes especies tenía una o más proteínas características que las diferenciaba. La prueba resultó de gran importancia para el desarrollo de la ciencia forense en el siglo XX. La prueba fue refinada para uso forense por el químico suizo Maurice Müller en la década de 1960.